# Agrionoptera
Agrionoptera is een geslacht van libellen (Odonata) uit de familie van de korenbouten (Libellulidae).

## Soorten
Agrionoptera omvat 6 soorten:
- Agrionoptera bartola Needham & Gyger, 1937
- Agrionoptera cardinalis Lieftinck, 1962
- Agrionoptera insignis (Rambur, 1842)
- Agrionoptera longitudinalis Selys, 1878
- Agrionoptera sanguinolenta Lieftinck, 1962
- Agrionoptera sexlineata Selys, 1879